# Dolichocnephalia puna
Dolichocnephalia puna là một loài ruồi trong họ Tachinidae.